# Веселий Кут (Синельниківський район)
Весе́лий Кут — село у Синельниківському районі Дніпропетровської області. Входить до складу Васильківської селищної громади. Населення становить 131 особа. До 2018 року орган місцевого самоврядування - Дебальцівська сільська рада.

## Історія
12 червня 2020 року, відповідно до розпорядження Кабінету Міністрів України № 709-р від «Про визначення адміністративних центрів та затвердження територій територіальних громад Дніпропетровської області», увійшло до складу Васильківської селищної громади.
19 липня 2020 року, під час адміністративно-територіальної реформи та ліквідації Васильківського району, село увійшло до складу  новоутвореного Синельниківського району.

## Географія
Село Веселий Кут розташоване на півдні Васильківської громади на річці Терса. На півдні межує з селом Софіївка, Запорізького району, Запорізькій області та на півночі з селом Новотерсянське. Поруч проходить автомобільна дорога Т 0408.